# Google RankBrain
Google RankBrain – algorytm wykorzystywany przez wyszukiwarkę Google biorący udział w ustalaniu rankingu stron internetowych w organicznych wynikach wyszukiwania. Z jego pomocą Google może lepiej zrozumieć prawdopodobne intencje użytkownika w zapytaniu. Został wdrożony do systemu Google w 2015 roku i od tamtego czasu jest systematycznie rozwijany. To algorytm wykorzystujący system uczenia maszynowego.
To między innymi za sprawą algorytmu RankBrain wyszukiwarka Google jest w stanie zrozumieć kontekst zapytania, które zawiera homonim (np. słowo „zamek"). Dodatkowo w ten sposób wyszukiwarka stara się wyświetlać w ramach odpowiedzi strony internetowe, które nie zawierają fraz kluczowych wykorzystanych przez użytkownika. Na zapytanie „czarna konsola Sony" wyszukiwarka wyświetli wyniki odwołujące się do hasła "konsola PlayStation", choć wygenerowane sformułowanie nie zawierało tych słów.

## Rozwój RankBrain i uczenia maszynowego
RankBrain stał się istotnym elementem algorytmu Google. Jest wykorzystywany do tworzenia rankingu i ciągle ulepszany. Od 2018 roku otrzymuje wspieracie przy pomocy technologii AI, wykorzystującej sieci neuronowe. Takie rozwiązanie pomaga łączyć różne pojęcia i frazy ze sobą, aby w ten sposób wyświetlać wyniki dopasowane do intencji użytkownika. 
Około 15% zapytań generowanych przez użytkowników to zapytania, które nigdy wcześniej nie pojawiły się w Google. Wyszukiwarka przed wdrożeniem algorytmu RankBrain wielokrotnie miała problem z tym, aby wyświetlić odpowiednie wyniki użytkownikom.